# التخزين حسب المضمون
التخزين حسب المضمون هو تخزين المعطيات حسب المضمون لا حسب موضع التخزين. بحث تصنف حسب النوع أو اللون أو الوزن أو شكل أو التاريخ وهكذا.
حيث تخزن ملفات شبكة أي بي إف إس على هذا النحو.